# Лоскутов Всеволод Володимирович
Всеволод Володимирович Лоскутов (рос. Всеволод Владимирович Лоскутов 4 липня 1946) — російський дипломат. Тимчасовий повірений у справах Російської Федерації в Україні (2009).

## Біографія
Народився 4 липня 1946 року в місті Ананьїв Одеської області в Україні.
З відзнакою закінчив загальноосвітню школу I–III ступенів № 17 в місті Первомайську Миколаївської області, директором якої був його батько — Лоскутов Володимир Андрійович.
Закінчив теплофізичний факультет Одеського технологічного інституту імені М. В. Ломоносова і направлений на роботу в Московську область. Пізніше очолив Істринський міськком ВЛКСМ, згодом перейшов на партійну роботу.
Після закінчення Дипломатичної академії Міністерства закордонних справ СРСР направлений радником радянського посольства в Демократичній Республіці Конго.
У 1999–2011 — радник-посланець посольства Росії в Україні.
З 11.06.2009 по 13.08.2009 — тимчасовий повірений у справах Російської Федерації в Україні.